# Хайнрих Шлиман
Хайнрих Шлиман (на немски: Heinrich Schliemann) е богат германски търговец, полиглот и самоук пионер-археолог, станал известен с разкопките на античната Троя. При следващи разкопки в Пелопонес разкрива останки от дотогава неизвестната микенска цивилизация.
Произхожда от пасторско семейство и макар че не получава завършено средно образование, има природна дарба за чужди езици. Това му помага да се издигне със собствени сили и да направи кариера като търговец, като спечелва значително богатство. Прекарва значителен период в Русия, където сключва брак с рускиня и има две деца. След няколко пътешествия по света решава да стане археолог, тъй като бракът му е неуспешен. Премества се в Париж и се записва в университета. През 1869 г. получава американско гражданство, успява да получи развод и сключва втори брак с гъркинята София Енгастроменос. Семейството се установява за постоянно в Атина.
Въпреки следването в Сорбоната Шлиман има свои собствени научни идеи, които не се приемат благоприятно от тогавашните изявени учени. Запленен от преданието за Троянската война, той вярва, че трудовете на Омир отразяват исторически факти и по идея на Франк Калвърт се насочва към хълма Хисарлък в Троада, за да търси останките на легендарната Троя. Шлиман провежда археологически разкопки между 1871 до 1890 г. с прекъсвания, които финансира сам. През 1873 г. открива значително златно съкровище, което нарича „Съкровище на Приам“. Въпреки критиките към неговия разрушителен метод на работа, включително с употреба на динамит, разкритията му подкрепят мнението за историческа достоверност на Илиада.
През 1876 г. Шлиман извършва археологически разкопки и в Микена, където открива царски гробници и още златни предмети. Работата протича под надзора на представител на гръцкото правителство, но финансирането, както и при Троя, е поето изцяло от Шлиман. Находките от Микена, както и от последвалите по-късно разкопки в Тиринт и Орхомен поставят начало на понятието за микенска цивилизация, която дотогава не е била известна.

## Ранни години
Шлиман е роден на 6 януари 1822 г. в Нойбуков, Мекленбург в семейството на небогат протестантски свещеник. В семейството има общо четири дъщери и трима сина, Хайнрих е четвърто поред дете и първи син. През 1823 бащата е преместен в Анкерсхаген и детството на Хайнрих преминава там. През март 1831 г., когато той е деветгодишен, майка му умира при раждането на последния син. Бащата започва връзка с прислужницата, което води до скандал и временното му отстраняване от пасторската длъжност. След смъртта на майката семейството изпада във финансово затруднение и децата са изпратени при роднини. Хайнрих отива при чичо си, също пастор в Калкхорст. Основите на образованието му са положени още от баща му, който му преподава латински, а Хайнрих демонстрира добра памет. В Калкхорст постъпва в гимназия през 1833 г., където учи френски и английски, но поради липса на средства скоро се мести в реално училище, което отрязва пътя му към висше образование. Когато става на 14 години, дори това училище става скъпо за баща му и Хайнрих започва работа в една бакалия във Фюрстенберг. Там работи дълги часове, а задълженията му включват всяка черна и неблагодарна работа. След пет години, през 1841 година, напуска по здравословни причини (спуква кръвоносен съд при вдигане на тежест) и със завещаните от майка му 29 талера се отправя към Росток с намерението да учи счетоводство, а след няколко месеца се мести в Хамбург. Тук се хваща за каквато и да е работа, но поради дребния си ръст (156 см) и крехкото здраве не може да работи тежка физическа работа. Решението му да се закали, като всеки ден плува в ледените води на река Алстер, има като последица, че пак започва да храчи кръв.
В опитите си да намери по-лека работа и благодарение на случайна среща със земляк на майка му, Хайнрих получава място в представителството на търговска фирма във Венецуела като преводач, като пътуването му по море е платено от фирмата. Описвайки последвалите събития в писмата до сестрите си и в автобиографията си, той често си противоречи (ту се е наел на кораба като юнга, ту е пасажер). На 11 декември 1841 г. след 12-дневно плаване корабът „Доротея“ е застигнат от буря и търпи крушение в близост да бреговете на Холандия. Хайнрих оцелява като по чудо. Според Вандерберг, Шлиман не фигурира в списъка на пасажерите и се предполага, че е пристигнал в Амстердам по суша, а за корабокрушението е научил от вестниците. Тук за първи път се проявява склонността му към мистификации, може би защото си вярва, че е избран от провидението да извърши велики дела.

## Търговска кариера
С помощта на същия познат Шлиман става куриер в една търговска фирма в Амстердам. Живее бедно, но въпреки това отделя средства за образование, като първоначално усъвършенства писмения немски, а след това взема уроци по калиграфия, холандски, английски и френски език. Изработва своя система на изучаване на чужд език: чете на глас чуждоезичния текст без да го превежда, пише съчинения, които се проверяват от учителя, и след това научава наизуст коригираното есе. Този му метод работи толкова добре, че според собствените му думи успява да научи чужд език писмено и говоримо за около шест седмици. Въоръжен със знанието на чужди езици, двадесет и две годишният Хайнрих е приет на работа в кантората на търговската фамилия Шрьодер в Амстердам, която търгува с цял свят. Проявява се като схватлив и енергичен служител, специализира се в свойствата на различни стоки (захар, памук, тютюн, индиго и др.) и се научава да следи пазарите. За две години той бързо напредва в кариерата, като става началник на 15 подчинени и получава право да взема самостоятелни решения. Междувременно научава и руски език и през януари 1846 г. е изпратен като представител на фирмата в Русия.

### Санкт Петербург
Установява се в Санкт Петербург и само след месец успява да сключи големи договори за внос на калай и багрила. Пътува до Москва и създава много влиятелни връзки. В края на 1846 г. прави двумесечна делова обиколка из Германия, Холандия, Англия и Франция. В Амстердам шефът му Бернхард Шрьодер го прави официално пълноправен партньор. В Лондон и Париж Шлиман прекарва много време в посещение на музеите, и е вероятно това да е събудило интереса му към археологията. След завръщането си в Санкт Петербург кандидатства за руско поданство и през февруари 1847 г. става член на втора търговска гилдия, което му дава възможност да започне търговия за собствена сметка. Следващите няколко години са много успешни за Шлиман, личното му богатство расте и той поема ролята на глава на своето семейство: изпраща пари на баща си, грижи се за сестрите и братята си. През 1848 г. в Петербург пристига 16-годишният Пол, за да учи. На другия си брат Лудвиг заема 200 гулдена, за да замине за Америка, където започва Калифорнийската треска за злато.

### Първо пътуване до САЩ
През 1850 г. Шлиман получава известие за смъртта на Лудвиг и през декември отплава за Америка, но корабът претърпява авария и пътуването е прекъснато. Хайнрих пристига в САЩ през февруари 1851 г. и посещава Ню Йорк, Филаделфия и Вашингтон. Дневникът му от този период съдържа редица спорни описания, включително негово посещение в Белия дом при президента Милърд Филмор, за които по-късни биографи доказват, че вероятно са измислени. Години по-късно Шлиман заявява, че записките в дневника му са били по-скоро упражнения по чуждия език. Пътуването му към Калифорния продължава по море и суша по опасния път през блатата на Панама, който повечето пътешественици избягват. Пристига в Сан Франциско на 2 април 1851 г., привежда в ред гроба на Лудвиг и съзирайки възможност да забогатее, решава да остане. Установява се в Сакраменто и бързо натрупва състояние от търговия със злато. В съдружие с американеца Дейвидсън открива банка, която се ползва с добра репутация, тъй като Шлиман говори с клиентите на собствените им езици. Тази му дейност продължава около година. Междувременно е повален от жълта треска и след като се вдига на крака с помощта на хинин, той го възприема като универсално лекарство чак до смъртта си.
През април 1852 г. затваря банката и се завръща в Европа с удвоено богатство. Посещава Лондон, Париж и роднините си в Мекленбург.

### Успех в Русия
Завръща се в Русия през август, силно променен: навършил тридесет години, самоуверен и богат. Стремежът му е да стане първи търговец в Санкт Петербург. Наема голямо жилище и го обзавежда със скъпи мебели.
През 1852 г. сключва брак с Екатерина Лижина (на руски: Лыжина), дъщеря на адвокат. Благодарение на тъста си Шлиман е приет в търговската гилдия в Нарва, което му носи предимства при облагането и логистиката. След още две години е приет в първа търговска гилдия.
През лятото на 1853 г. започва Кримската война, която дава възможност на мнозина търговци да забогатеят. Шлиман търгува със сяра, селитра, калай, олово, желязо и барут. Негови основни контрагенти са Военното министерство, Санктпетербургският арсенал и др. Само на 3 юни 1854 г. той доставя на Военното министерство 1527 слитъка калай; месечният му оборот по време на войната достига един милион рубли.
През октомври 1854 г. в складовете на пристанището в Мемел избухва силен пожар, който унищожава всички стоки. Там трябва да се намира и току-що пристигнала от Амстердам стока на Шлиман – индиго, багрила и кафе – на обща стойност 150 000 талера. Пристигайки на място, Шлиман научава, че като по чудо неговите стоки са оцелели – пристигнали със закъснение и за тях бил построен допълнителен склад, който единствено не бил засегнат. Поради създадения дефицит тези стоки поскъпват и Шлиман генерира допълнителни печалби. Към края на войната през 1856 г. Шлиман става милионер, но деловата му дейност не спира: през лятото извършва пътешествие по вода от Петербург до Нижни Новгород.
На 16 ноември 1855 г. в семейството се ражда син Сергей. В официалните документи Шлиман се именува Андрей Аристович, така го наричат и близките му в писмата си. Освен Сергей семейството има и две дъщери – Надежда и Наталия, но Наталия умира като дете. Бракът не потръгва, жена му не го обича, но Шлиман успява да го разтрогне доста по-късно.

### Чужди езици
В Русия Шлиман продължава да усвоява с търговска цел нови чужди езици: датски, шведски, полски и словенски. През 1855 г. за първи път започва да изучава новогръцки. Първият му учител е студентът Николай Пападакис, който обучава Шлиман по обичайния му метод: ученикът чете на глас, учителят слуша и поправя произношението и обяснява непознатите думи. По-късно с Шлиман работи семинаристът Теоклетос Вимпос, който му помага да обогати речника си и става негов близък приятел. След няколко седмици Шлиман е в състояние да напише писмо на гръцки. Според И. Богданов, въпреки заявения си интерес да посети Гърция, с ученето на езика Шлиман преследва на първо място търговския си интерес, като има намерение да се свърже с гръцките търговци в Петербург, Ростов и Таганрог.
След това Шлиман се заинтересува от древногръцки, който става за него 13 по ред чужд език. В автобиографията си той пише, че почти две години изучава древногръцката литература и многократно прочита Илиада и Одисея в оригинал.

## В търсене на ново поприще
На 33 години той започва да търси ново поле за изява. През 1855 – 6 г. в кореспонденцията си няколко пъти споменава за мечтата си да пътешества из Италия, Гърция и Египет. През март 1856 пише на баща си, че би искал да купи имот в Германия и отново споменава пътуване до Гърция, Испания, Португалия и Индия. Жена му обаче категорично отказва да напусне Петербург и да тръгне на пътешествие, макар че съпругът ѝ е готов да закрие бизнеса, да купи имение в Мекленбург и да живее с доходите от капитала си. Вероятно в този период той за първи път започва да мисли за развод, но тъй като бракът му е източноправославен, това е почти невъзможно в Русия.
През 1857 г. настъпва световна борсова и икономическа криза, при която той губи значителни средства. Съдейки по писмата до сестрите му, към 1858 г. той изнемогва от неприятностите, зарязва работата и започва да учи латински език с помощта на един швейцарски професор. През ноември Шлиман тръгва на пътешествие из Европа, оставяйки Екатерина бременна в Петербург.

### Пътешествия
Шлиман посреща 1859 година в Италия, след това отива в Египет. В Александрия изучава арабски, а в Кайро се сближава с двама италианци и заедно тръгват по суша за Йерусалим, където пристигат за Великден. През май посещава Петра и Баалбек и към края на месеца се озовава в Дамаск. Тук се разболява от треска и е принуден да замине с параход през Измир за Атина. Там научава, че на 12 януари 1859 г. се е родила дъщеря му Наталия. Шлиман се завръща в Петербург през юли и семейството се мести в нова къща. През зимата на 1859 година търговията върви превъзходно, той още веднъж удвоява състоянието си и към началото на 1860-те капиталът му съставлява около 2 700 000 рубли или 10 млн. немски марки.
През 1860 г. Шлиман продължава да работи и само за сезона на навигация (май-октомври) доставя в Петербург стоки за 2 400 000 рубли. Отношенията с жена му продължават да се влошават, макар че раждането на втората дъщеря Надежда през юли 1861 г. свидетелства за временно сближаване. През септември 1861 г. Шлиман е избран за член на Търговския съд. Въпреки успешната търговия с американски памук през 1862 – 1863, той окончателно решава да закрие бизнеса и съобщава за решението на жена си. През януари 1864 г. е удостоен с почетно потомствено руско гражданство, но въпреки това заминава за Лондон, като обявява, че напуска Русия завинаги.
В периода 1864 – 65 г. Шлиман предприема околосветска обиколка, която започва в Тунис и продължава през Египет до Индия и Индонезия, след това Китай, Япония, Куба, Мексико и САЩ. По онова време е много необичайно предприемането на такова пътешествие, отнело почти две години, само за собствено удоволствие. Дневникът му започва на руски, продължава на гръцки и след това на всевъзможните езици на страните, които посещава. Навсякъде записва латинските наименования на местата, размерите на сградите и крепостите, но природните обекти не го интересуват много. Същевременно не прекъсва окончателно бизнес заниманията си – например води кореспонденция с Русия от Сингапур, опипвайки почвата за сделки с колониални стоки, а в Хавана извършва големи финансови сделки с акции. Според Е. Лудвиг целият този период е интерлюдия към следващата част от живота му. Според Ванденберг пътуването не е оставило неизгладими впечатления у Шлиман, но той твърдо решава да посвети живота си на науката, като за начало решава да попълни пропуските в образованието си. По време на дългия морски преход между Япония и САЩ написва книгата „La Chine et le Japon au tempts présent“ на френски.

### Студент в Париж
През януари 1866 г. Шлиман се установява в Париж, където закупува значителна недвижима собственост на обща сума 1 736 400 франка. Това са кооперации с 270 отделни жилища, които стават надежден източник на постоянен доход. Заема се с издаването на книгата си и се записва като студент в Сорбоната, където заплаща следните курсове лекции:
1. Френска поезия от XVI век
2. Арабски език и поезия;
3. Гръцка философия
4. Гръцка литература
5. Петрарка и неговите пътешествия;
6. Сравнително езикознание
7. Египетска филология и археология
8. Съвременен френски език и литература.

Поради липсата на предишно систематично образование Шлиман се отнася много сериозно към учението и акуратно посещава лекции и семинари, но това трае само два семестъра. Много време му отнема издаването на книгата, която излиза в малък тираж. За да я преведе на немски ангажира стария си учител Карл Андерс, с когото си пише от време на време на гръцки и латински.
През март 1866 г. Шлиман се връща в Петербург след двегодишно отсъствие. Основната му цел е да уговори жена си да напусне Санкт Петербург, но не успява. Дори закупуването на къща в Дрезден, по-голяма от тази в Петербург, и намирането на подходящи училища за децата не склоняват Екатерина да се премести.
През септември 1866 г. Шлиман закупува къща на площад Сен-Мишел в Париж, връща се към занятията в университета и с времето около него се оформя интелектуален кръг. Продължава да бомбардира жена си с писма, опитвайки се да я доведе в Париж, но тя неизменно отказва. На 10 юли 1867 г. Шлиман ѝ пише писмо на френски, в което директно иска развод. Тъй като това е невъзможно да стане в Русия, той заминава за САЩ с цел да получи американско гражданство и развод. В Америка се оказва, че въпреки настъпващата нова икономическа криза неговите акции от железопътни компании му носят печалба. Той инвестира допълнително, като преди това проучва отблизо железопътния бизнес. Не успява обаче да получи американско гражданство, защото по законите на щата Ню Йорк се изискват минимум 5 години пребиваване на територията на САЩ, от които поне една година на територията на щата.

### Интерес към археологията
За увлечението си по Троя самият Шлиман разказва, че като малък получил като подарък за Коледа илюстрована „Илиада“ и решил, че циклопските стени на Троя не може да са изчезнали напълно. По това време учените най-общо считат, че Троянската война не е реално историческо събитие, а мит. По-късно, когато работи в бакалията, някакъв пиян клиент започва да рецитира стихове от „Илиада“ на гръцки. Самият Шлиман твърди, че тогава си припомня детската мечта да открие Троя, и решава като начало да се заеме с изучаване на чужди езици, което му се удава добре.
Според Ванденберг увлечението му по археологията идва през втория семестър на следването му и версията, че още като дете е решил да поеме по този път, е измислена по-късно.

### Пътешествие в Гърция и докторска степен
През май 1868 г. пристига в Рим, където посещава туристическите забележителности и за първи път става свидетел на археологически разкопки на хълма Палатин. През юни в Неапол Шлиман слуша в университета лекции по гръцка литература и посещава разкопките на Помпей. Посещава Сицилия и изкачва Етна и на 6 юли пристига на остров Корфу, Гърция.
Следват 10 дни на остров Итака, където се натъква на развалините на дворец, за който искрено вярва, че е дворецът на Одисей и на 13 юли пристъпва към първите си разкопки. Според Ванденберг, макар че не открива никакви доказателства в подкрепа на предположението си, в този ден се ражда археологът Хайнрих Шлиман. В багажа му вече постоянно са „Одисея“ и „Илиада“ на Омир, четири тома на Плиний и „География“ на Страбон.
Продължавайки пътешествието си, Шлиман посещава развалините на Древен Коринт, Микена и на 20 юли пристига в Атина, където се среща с учителя си по старогръцки Вимпос, вече професор в университета и архиепископ. Запознава се с немския архитект Ернст Цилер, ангажиран в застрояването на Атина, който е участвал в опити за намиране на Троя през 1864 г. Заинтересованият Шлиман заминава за Троада (която е турска територия) и на 10 август 1868 г. за първи път посещава хълма Хисарлък. Там се запознава с англичанина Франк Калвърт, който също е аматьор-археолог и е запленен от Троя. Заедно с брат си, който изпълнява консулски мисии из Източното Средиземноморие, Калвърт дори е закупил част от Хисарлъка. Като сравнява описанията на Омир с географските дадености на местността, Шлиман веднага прегръща идеята за този хълм като по-вероятното място на Троя, вместо предпочитания дотогава хълм Бунарбаши.
Шлиман се завръща в Париж през септември с намерението да напише книга за гръцкото си пътешествие. През ноември е приет във Френската асоциация за изучаване на Гърция и през декември завършва втората си книга „Итака, Пелопонес и Троя. Археологически изследвания“, написана на английски. В предисловието авторът за първи път включва своята автобиография и споменава, че се интересува от Гърция още от дете. Книгата не предизвиква голям интерес и Шлиман я издава за собствена сметка.
По съвет на братовчед си Адолф, който е адвокат, Шлиман се обръща към университета в Росток с молба да му бъде присъдена докторска степен по философия, като се позовава на двете си публикувани книги. Това става факт на 27 април 1869 г. и според Ванденберг, макар да няма доказателства, Шлиман е получил титлата благодарение на връзки и пари. Лудвиг казва лаконично само, че „това е първият търговец на индиго, който без да бъде учен, е получил докторска степен в този университет с автобиография, написана на класически гръцки“
Без да дочака изхода от процедурата по присъждане на научната си степен, през март 1869 г. Шлиман се отправя за трети път към Америка.

### Развод и втори брак
Хайнрих Шлиман получава новината за присъдената му докторска степен в Индианаполис, където отсяда по съвет на Адолф, защото в Индиана има либерални закони по отношение на развода. Той се заселва тук вече като американски гражданин. Обстоятелствата около получаването на гражданството му обаче са съмнителни: през март 1869 г. молбата му за гражданство е удовлетворена в Ню Йорк, след като някой си Джон Болан от Ню-Йорк свидетелства под клетва в съда, че „мистър Хенри Шлиман е живял пет години в Съединените щати... и винаги е спазвал конституцията“. В началото на април се мести в Индиана и подава молба за развод, като посочва като причина нежеланието на жена му да го придружи в чужбина, доказано с нейни писма. По законите на щата е необходимо тъжителят да е уседнал – т.е. да е живял на територията на щата не по-малко от година. Делото на Шлиман се разглежда на 30 юни и вероятно той някак е убедил съда, че удовлетворява това изискване, макар че никога не обяснява как. В едно писмо от юли Шлиман споменава, че е закупил къща и е вложил пари в акции от фабрика за нишесте – вероятно така е доказал състоятелността си и намеренията си да се установи задълго. В дневника си от 30 юни 1869 г. Шлиман пише, че разводът му е факт. След няколко седмици той напуска Индианополис и Америка.
Още преди да замине за Америка, Шлиман се свързва с Т. Вимпос и го моли да му потърси подходяща съпруга гъркиня. Вимпос препоръчва няколко кандидатури и изпраща снимки, сред които и тази на роднината му София Енгастроменос. Тя е дъщеря на братовчедка му Виктория и търговеца Георгиос. София е само на 17 години и Шлиман се колебае поради голямата разлика във възрастта (30 години), но още през май пише на баща ѝ с предложение за женитба. През август 1869 г. Шлиман пристига в Атина и на 23 септември двамата се венчават. След два дни младоженците заминават на сватбено пътешествие с параход до Сицилия, след това с престой в Неапол, Рим, Флоренция, Венеция и Мюнхен. Пристигат в Париж през октомври.
Семейството е щастливо, но Шлиман има твърде високи изисквания към младата си съпруга – тя трябва да учи френски и немски, да се образова и да бъде на висота при социалните им изяви. Напрежението е твърде голямо за София и тя се разболява, като лекарите препоръчват завръщане към привичната ѝ обстановка в Гърция. Положението се усложнява и от първите признаци на напрежение между Франция и Германия. В края на февруари 1870 г. двамата отпътуват за Атина. Тук Шлиман закупува къща, където се настаняват и започва да чака разрешение от турската администрация да започне разкопки на Хисарлъка.

## Археолог (1870 – 1890)

### Подготовка
През април 1870 г. все още няма разрешение от турските власти. Въпреки това Шлиман започва разкопки на Хисарлъка и веднага открива руини, но е принуден от турските собственици на земята да преустанови работата и да засипе траншеите. Все пак това му дава ориентация за обема на предвижданите разкопки: той пише на Калвърт, че предвижда те да отнемат не по-малко от 5 години при продължителност на работния сезон от три месеца. Ако наеме 100 работници, бюджетът достига около 100 000 франка. В дневника си е дори по-песимистичен в оценките за разкопаването на двореца на Приам, в чието съществуване не се съмнява. Нелегалните разкопки и неговите публични хвалби му нанасят само вреда и през лятото той е принуден да пише извинително писмо до турския министър на образованието.
Междувременно започва Френско-пруската война и Шлиман спешно заминава за Франция. След това посещава Великобритания, а през есента прекарва със София един месец в Аркашон. През ноември се завръщат в Атина и Хайнрих взема решение техният семеен дом да бъде тук, тъй като него го влекат разкопките, а София не иска да живее в Париж. Султански ферман все още няма и през декември 1870 г. Шлиман заминава за Константинопол. Той се осланя на познанията си по турски език, като сам оценява речниковия си запас на 6000 думи. В продължение на седмици обикаля службите на Османската империя, получава дружелюбен прием, но не постига прогрес. Известията от Калвърт, натоварен да купи западната част от Хисарлъка за Шлиман, също не са утешителни – сделката се бави.
През януари 1871 г. Париж капитулира пред пруските войски. Шлиман не чака нищо добро от окупацията и под чуждо име, преоблечен в пощенска униформа и с риск да го заловят и обявят за шпионин, пристига в Париж, където се убеждава, че няма опасност за имотите му и наемателите продължават да си плащат. След завръщането си в Атина Шлиман се възползва от силния спад в цените на имотите и закупува над 10 парцела, като на един от тях решава да построи собствения си дом. На 7 май София ражда първото им дете – дъщеря, която бащата нарича Андромаха.
Разрешителното за разкопки Шлиман получава на 12 август 1871 г., докато е в Лондон, за да закупи необходимите инструменти и колички за разкопките. Преди това е посетил Берлин, където наема немска бавачка за дъщеря си и се среща с авторитетния професор Курциус, който има съвсем друго виждане за Троя и смята Шлиман за дилетант и фантазьор. Все пак Курциус обещава да посети Троада в края на август. Посрещнат от Калверт, той не променя мнението си, че античната Троя се намира под хълма Бунарбаши.

### Троя
Официалните разкопки на Хайнрих Шлиман в Троя започват през октомври 1871 г. Разрешението му е дадено при условие, че всички ценни предмети и всяка намерена монета ще бъдат предадени на турското правителство. Това е време, когато археологическата наука е в зората си и не са разкрити нито Олимпия (стара мечта на Курциус, но той няма средства), нито Делфи, нито Микена. Липсват и утвърдени методи и техники за извършване на археологически разкопки.
Наетите от Шлиман работници са както гърци, така и турци, за да няма престои при религиозните празници. За свое улеснение той кръщава гърците с имена от гръцкия епос.
Шлиман започва дълбок изкоп напречно на хълма от северозапад към юг, като предполага, че търсената Троя е най-отдолу и че големият храм на Атина е бил на върха на хълма. Обемът на изкопните работи придобива колосални размери. През ноември за първи път са открити медни оръжия с прецизна изработка, а малко по-късно и големи дялани каменни блокове, каквито е видял в Микена. При рухването на една подпорна стена се откриват и големи питоси. Времето обаче се влошава и работата е прекъсната.
През следващите сезони на археологически разкопки Шлиман и помощниците му идентифицират 7 различни исторически пласта. Забележителен е метопът на Хелиос, открит през юни 1872 г. и пренесен тайно в Атина. Той обаче става повод за охлаждане на отношенията между Шлиман и Калвърт, който се чувства измамен.
През април 1873 г. Шлиман открива врати в крепостните стени, за които твърди, че са Скейските порти, а непосредствено зад тях – голям комплекс, за който той твърди, че е дворецът на Приам. Пише за успеха си в писма и статии до вестниците по цял свят и още през май заявява, че изцяло е изпълнил задачата си. Но най-голямото му откритие е в началото на юни 1873 г., непосредствено преди края на работния сезон, когато той самият попада на заровено под дебел слой пепел съкровище с много златни предмети, което нарича „Съкровището на Приам“. То съдържа над 8 хиляди предмета, от които 83 по-големи: съдове, щит, шлем. Най-впечатляващи са златните диадеми, гривни и обеци. Най-дребните обекти са мъниста и халки. Въпреки ангажимента му според разрешението той организира тайното пренасяне на съкровището в Гърция. След разгласяването на новината в печата Шлиман става световноизвестен. Турските власти са гневни и завеждат съдебно дело срещу него, което спира разкопките за известно време.
Разкритията и теориите си Шлиман публикува в книгата Trojanische Alterthümer (1874), но академичният свят ги приема скептично. Широката публика обаче ги приема с ентусиазъм, а особено в Англия има поддръжници, сред които Уилям Гладстон. Последвалите по-късни анализи и разкопки доказват, че античната Троя се намира не в разкопаните от него втори и трети слой, а в шестия и седмия слой, а намерените златни предмети датират от доста по-ранен период.
През февруари 1874 г. Шлиман иска да продължи работата на Хисарлъка, но поради съдебното дело това се отлага до април 1876 г., когато е осъден да плати глоба. Докато в началните години само съпругата му помага от време на време, през 1879 г. на обекта идват френският археолог Емил Бюрнуф и Рудолф Вирхов, прочут германски патолог и основател на Германското дружество по антропология, етнология и предистория.
Шлиман провежда и още два периода на разкопки в Троя: през 1882 – 83 г. и от 1888 г. до смъртта си. В последните два сезона се включва експертът Вилхелм Дьорпфелд, който е архитект и е работил на разкопките в Олимпия. Той въвежда на обекта новата система, усъвършенствана на обекти в Гърция, и ефикасния метод на работа на германските археолози, и допринася много за разкриването на стратиграфията.

### Микена
Междувременно в периода 1874 – 76 г. Шлиман работи в Микена. През август 1876 година започва да разкопава в близост до Лъвската порта и вътре в цитаделата. Разкрити са двоен пръстен от каменни стени и пет гроба в погребални шахти (по-късно е намерен и шести). В тях са намерени останките на 16 души и много погребални предмети от злато, сребро и слонова кост, сред които златна погребална маска. Според Шлиман това са гробовете на Агамемнон и Клитемнестра, свързани с Троянската война и той публикува резултатите от откритията си в Mykena (1878). Всъщност маската е доста по-стара, датирана към 1550 – 1500 г. пр.н.е. Тези находки са първите, доказващи съществуването на микенската цивилизация.

### Орхомен и Тиринт
През 1880, 1881 и 1886 г. Шлиман прави разкопки в търсене на съкровищницата на минийците в Орхомен, Беотия, но не намира почти нищо, освен красиво оформен таван. През 1884 година той и Дьорпфелд правят разкопки в крепостта на Тиринт, укрепен град близо до Микена, в надежда да свържат в единно цяло вече намерените находки в Троя и Микена, но също без значими резултати.

## Смърт
Шлиман отдавна има проблеми с възпаление на ушите и напоследък почти не чува. В началото на ноември 1890 г. претърпява операция в Хале, при която от ушите му са изрязани костни израстъци, но въпреки съветите на лекарите да изчака повече време, през декември пътува до Лайпциг, Берлин и Париж. Зимата е студена, състоянието му ту се подобрява, ту се влошава, но той е планирал да се прибере при семейството си в Атина за Коледа. Вече на път към дома, в Неапол отново изпитва болки и търси лекар. Местният лекар смята, че няма причини за притеснение, и го води до разкопките на Помпей. На самата Коледа, отново на път към лекаря, той припада на улицата. Тъй като губи способност да говори, минава дълго време без да получи помощ, защото никой не го познава, а съдейки по външния му вид, хората го вземат за бедняк. В крайна сметка се разбира кой е, получава медицинска помощ и го връщат в хотела. Постепенно едната му страна се парализира и след мъчителна нощ на сутринта на 26 декември 1890 г. археологът умира, докато в съседната стая лекарски консилиум обсъжда състоянието му. Тялото му е пренесено и погребано в Атина. На погребението присъстват неговата съпруга, двете му деца – Андромаха и Агамемнон, и представители на различни страни.

## Оценки
Оценките за работата на Шлиман са противоречиви дори и докато той е жив. По-късни научни изследвания изтъкват първостепенната роля на Франк Калвърт в посочването на хълма Хисарлък като мястото на Троя. Методите на Шлиман за безогледни разкопки на всяка цена са остро критикувани, тъй като са разрушени потенциални находки от други исторически пластове. Неговото самохвалство и присвояването на намерените артефакти също хвърлят сянка върху постижението му, макар че разпространявайки широко своите изявления, той осведомява широката публика извън тесния кръг на учените. В този смисъл той е един от първите популяризатори на археологията. Книгите и дописките му в европейските вестници допринасят за възбуждане на интерес към Древна Гърция. Според Енциклопедия Британика, макар и безскрупулен, Шлиман е символ на романтиката в археологията.

## Творчество
- La Chine et le Japon au temps présent (1867)
- Ithaka, der Peloponnesus und Troja (1868)
- Schliemann, Heinrich. Trojanische Alterthümer. Bericht über die Ausgrabungen in Troja. Leipzig, //   1874. (на немски)
- Troja und seine Ruinen (1875).
- Mykena (1878). Schliemann, Heinrich. Mycenae: A Narrative of Researches and Discoveries at Mycenae and Tiryns //   Cambridge University Press, 2010. предговор от У. Гладстон (на английски)
- Ilios, City and Country of the Trojans (1880)
- Schliemann, Henry. Ilios. The city and country of the Trojans: the results of researches and discoveries on the site of Troy and through the Troad in the years 1871–72–73–78–79.   New York, Harper & Brothers, 1881. предговор от Рудолф Вирхов
- Orchomenos: Bericht über meine Ausgrabungen in Böotischen Orchomenos (1881)
- Tiryns: Der prähistorische Palast der Könige von Tiryns (1885)
- Bericht über de Ausgrabungen in Troja im Jahre 1890 (1891)